# Hot 8 Brass Band
Hot 8 Brass Band est un groupe de La Nouvelle-Orléans qui allie les styles hip-hop, jazz et funk avec les sons cuivres traditionnels de La Nouvelle-Orléans. Il a été formé par Bennie Pete, Jérôme Jones, et Harry Cook en 1995.

## Membres
| - Bennie "Big Peter" Pete (sousaphone et leader de la bande) - Terrell "Burger" Batiste (trompette) - Harry "Swamp Thang" Cook (grosse caisse) - Jerome "Baybay" Jones (trombone) - Alvarez "B.I.G. AL" Huntley (trompette) - Dinerral "Dick" Shavers (caisse claire) - Raymond "Dr. Rackle" Williams (trompette) | - Keith "Wolf" Anderson (trombone) - Jereau "Cousin" Fournett (trombone) - Wendell "Cliff" Stewart (saxophone) - Demond "Bart" Dorsey (trombone) - Jacob Johnson (trompette) - Joseph "Shotgun Joe" Williams (trombone) - Gregory "Koon" Veals (trombone) |

## Télévision
- À la suite de l'ouragan Katrina, le Hot 8  fait une apparition dans Katrina (téléfilm) (When the Levees Broke : A Requiem in Four Acts) de Spike Lee en 2006.
- En 2010, le groupe participe à la série HBO Treme.

## Cinéma
- Musique du film Chef.